# Gersdorf an der Feistritz
Gersdorf an der Feistritz là một đô thị thuộc huyện Weiz thuộc bang Steiermark, nước Áo. Đô thị Gersdorf an der Feistritz có diện tích 19 km², dân số thời điểm cuối năm 2005 là 1229 người.